# Cetatea Veche a Romanului
Cetatea Veche a Romanului este prima cetate a orașului Roman, construită în a doua jumătate a secolului al XIV-lea, pe platoul înalt de pe malul stâng al râului Moldova. Se crede a fi fost construită în timpul lui Petru I Mușat (1375-1391) spre sfârșitul domniei sale.
Cetatea este înscrisă în Repertoriul Arheologic Național cu codul RAN 120879.01. și este declarată monument istoric, cu cod LMI NT-I-s-A-10534, sub denumirea Cetatea Mușatină a Romanului, la adresa municipiul Roman, Str. Alexandru cel Bun 5, "Parcul Zoologic".

## Istoric
Cetatea este legată de numele domnitorului Roman Vodă (1391-1394). Roman Vodă a avut reședința în această cetate și în timpul când a condus Țara de Jos a Moldovei ca domnitor asociat la domnie.
În această cetate a lui Roman Vodă este emis primul document intern moldovenesc cunoscut, datat 30 martie 1392: "S-a scris cartea în anul șase mii nouă sute deplin, luna martie în 30 zile, în cetatea noastră, a lui Roman voievod".
Cercetările arheologice au evidențiat că Cetatea Veche a fost construită pe principiul palisadelor din bârne de lemn bătute cu pământ. Palisada era constituită, de fapt, dintr-un lanț neîntrerupt de bordeie cu pereții exteriori întăriți, creându-se astfel posibilitatea ca apărătorii, adăpostiți în aceste locuințe, să fie mereu la post. Această palisadă era protejată la exterior printr-un val de pământ și un șanț de apărare ce se întindeau până la apa Moldovei. Intrarea în cetate se făcea printr-un turn cu latura de patru metri, situat în partea de nord a cetății.
Cetatea și-a încetat existența în prima parte a secolului XV, se pare că în jurul anului 1410, deci la începutul domniei lui Alexandru cel Bun, când cetatea de la Roman a fost abandonată, deoarece măsurile adoptate de Alexandru cel Bun, pentru consolidarea și centralizarea statului feudal în frontierele sale maxime au făcut inutilă prezența acestei fortificații în zona respectivă.
Rolul său a fost preluat mai târziu de Cetatea Nouă a Romanului, construită integral de către Ștefan cel Mare pe malul stâng al râului Siret.

## Situația prezentă
În perioada comunistă, în zona cetății vechi a Romanului a funcționat grădina zoologică a orașului. Din păcate, în prezent locul primei cetăți a orașului Roman, aflat în interiorul proprietății Arhiepiscopiei Romanului, nici nu este cel puțin marcat.